# Boli cardiovasculare
Bolile cardiovasculare sau bolile cardiace sunt o categorie de boli care implică inima sau vasele sangvine: (arterele și venele).
În timp ce termenul din punct de vedere tehnic se referă la orice boală care afectează sistemul cardiovascular, acesta este adesea folosit cu referire la cele legate de ateroscleroză și/sau hipertensiune arterială. Cauzele, mecanismele și tratamente de aceste cauze adesea se suprapun.
Bolile cardiovasculare rămân cea mai mare cauză a deceselor la nivel mondial, deși de-a lungul ultimelor două decenii rata mortalității cardiovasculare a scăzut în multe țări cu venit ridicat. În același timp, decesele și bolile cardiovasculare au crescut cu o viteză uimitor de rapidă în țările mici și cu venituri medii.Procentul de decese premature datorită bolilor cardiovasculare variază de la 4% în țările cu venituri mari la 42% în țările cu venituri mici. În 2008 mai mult de 17 de milioane de oameni au murit din cauza bolilor cardiovasculare. 
În fiecare an bolile de inimă ucid mai mulți americani decât cancerul. În ultimii ani riscul cardiovascular la femei a fost în creștere și a ucis mai multe femei decât cancerul de sân.  
Studii în rândul tinerilor a  arătat că ateroscleroza precoce se poate depista în adolescenșă și se fac eforturi de prevenire primară necesare din copilărie. 

## Factori de risc

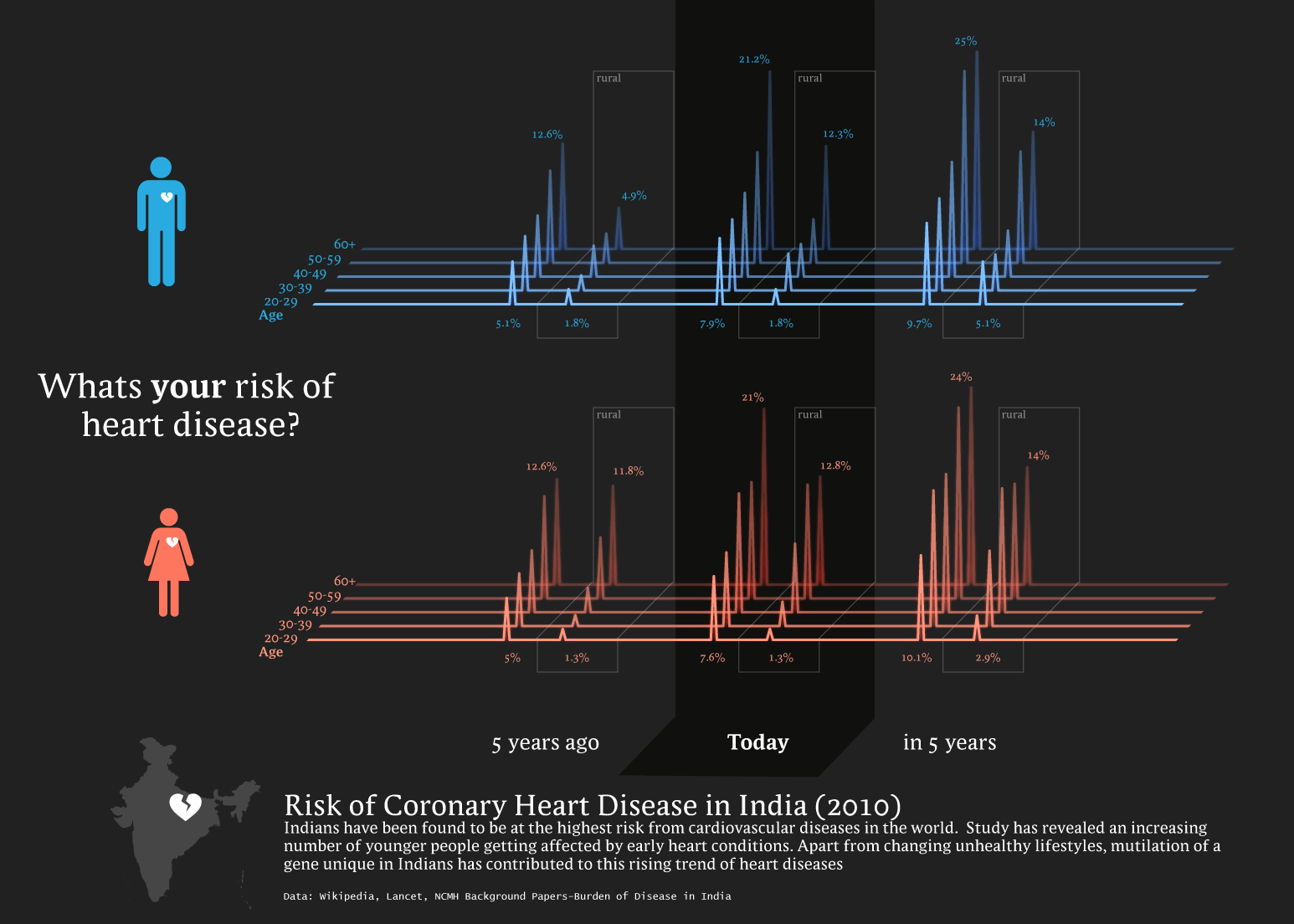
Indienii sunt cunoscuți ca fiind în grupul cu risc ridicat de a se îmbolnăvi de boli cardiovasculare

### Vârstă
Vârsta este un factor important de risc în dezvoltarea bolilor cardiovasculare. Se estimeaza că 87% dintre oameni care mor de boli cardiace coronariene au peste 60 de ani. În același timp, după vârsta de 55 de an riscul de accident vascular cerebral se dublează la fiecare decadă.
Mai multe teorii au fost propuse pentru a explica de ce cu vârsta crește riscul de boli cardiovasculare. Una dintre ele este legată de nivelul colesterolului seric.
Nivelul seric de colesterol total crește pe măsură ce crește vârsta. La bărbați această creștere devine semnificativă jurul vârstei de 45-50 de ani. La femei, creșterea continuă brusc până la vârsta de 60-65 de ani.
Îmbătrânirea este de asemenea, asociată cu modificări ale proprietăților mecanice și structurale ale peretelui vascular, care duce la pierderea elasticitatii arteriale și poate duce ulterior la boli coronariene.

### Sex
Bărbații sunt expuși la risc mai mare de boli de inimă decât femeile aflate la vârstă înainte de menopauză. 
Cu toate acestea, odată cu menopauza, riscul și la femei este similar ca la unii bărbați. 
Printre oamenii de vârstă mijlocie, boala coronariană este de 2 până la 5 ori mai frecventă la bărbați decât la femei. Într-un studiu realizat de Organizația Mondială a Sănătății, s-a constatat că sexul contribuie cu aproximativ 40% la raportul mortalității în boli coronariene de inimă în funcție de sex.
Un alt studiu raportează rezultate similare, în care diferențele de sex explică aproape jumătate din riscul asociat cu bolile cardiovasculare. Una dintre explicațiile propuse pentru diferența de sexn în bolile cardiovasculare este diferența hormonală. La femei estrogenul este hormonul sexual predominant. Estrogenul poate avea efecte de protecție prin metabolizarea glucozei și sistemul hemostatic și poate avea un efect direct asupra celulelor prin îmbunătățirea funcționării celulelor endoteliale. 

### Poluare
Poluarea se măsoară în funcție de pulberii în suspensie din aerul ambiental. “PM2,5″ înseamnă pulberile în suspensie de 2,5 µm care trec printr-un orificiu de selectare conform standardul european EN 14907, iar PM2,5 se definește ca mai mult de 50% din particule colectate cu samplerul să fie cu diametrul de 2,5µm. Valoarea maxim admisă este de 50 µg/mc.
În prezent studiile se concentrează pe PM2.5, care este corelat cu bolile cardiovasculare. Pentru fiecare creștere de 10 μg/mc a PM2.5 se estimează u risc de mortalitate între 8-18% datorită bolilor cardiovasculare. Expunerea pe termen lung crește riscurile de ateroscleroză și boli inflamatorii ale inimii.  
- Moștenirea genetică (inclusiv rasa)
- Tabagismul - renunțarea la fumat și evitarea fumatului pasiv
- Sedentarismul
- Hipertensiunea arterială
- Obezitatea
- Diabetul zaharat
- Hipercolesterolemia
- Alimentația
- Consumul de alcool

## Tipuri de boli cardiovasculare

### Boli cardiace coronariene
Bolile cardiace coronariene se referă la funcționarea insuficientă a mușchiului cardiac și ca atare o circulație inadecvată a sângelui care alimentează mușchiul inimii(miocardul). Boala coronariană este cea mai frecvent asimilată cu bolile coronariene, deși boala coronariană poate fi datorată altor cauze, cum ar fi vasospasm coronarian.
Boala coronariană este o boală a arterelor cauzată de acumularea de plăci de aterom în pereții arterelor care alimentează miocardului. Angina pectorală (durere în piept) și infarctul miocardic (atac de cord) sunt simptome și stări cauzate de boala coronariană.

### Cardiomiopatie
Cardiomiopatia înseamnă literal "boală a mușchiului inimii" ( cardio = inimă,myo= mușchi,patie= boală) este deteriorarea funcției miocardului (mușchiul inimii), din orice motiv. Oamenii cu cardiomiopatie sunt expuși de multe ori riscului aritmiei și/sau morții cardiace subite.
- Cardiomiopatii extrinseci
  - Bolile ischemice ale inimii
  - Cardiomiopatia alcoolică
  - Malformații congenitale ale sistemului circulator

- Boli de Nutriție care afectează inima
  - Cardiomiopatie ischemică
  - Cardiomiopatie hipertensivă
  - Cardiomiopatie valvulară
  - Cardiomiopatie inflamatorie
  - Cardiomiopatie secundară|Cardiomiopatie secundară la o boală metabolică sistemică
  - Miocardiodistrofia.

- Cardiomiopatia cu dilatație
- Cardiomiopatia hipertrofică obstructivă

### Boli vasculare
- Anevrism
- Arteriopatie obliterantă a membrelor inferioare
- Disecție aortică
- Hipertensiune arterială pulmonară
- Trombo-embolism

### Boli cardiace ischemice
Boli cardiace ischemice - bolile miocardului (mușchiului inimii) caracterizat prin faptul că scade alimentarea mușchiului cu sânge.

### Boli cardiace hipertensive
- Hipertrofie ventriculară stângă
- Boală coronariană
- Insuficiență cardiacă
- Aritmie cardiacă

### Boli cardiace inflamatorii
Boli cardiace inflamatorii implică inflamația miocardului sau/și ale țesuturilor care îl înconjoară.
Acestea sunt:
- Endocardita - inflamația stratului interior al inimii - endocardul. În general sunt afectate valvele cardiace.
- Cardiomegalie inflamatorie
- Miocardită - inflamația miocardului.

### Valvulopatii cardiace
Valvulopatiile cardiace sunt procese care afectează una sau mai multe valve ale inimii. În principal sunt patru valve care sunt afectate de valvulopatii: valva tricuspidă și aortică pe partea dreaptă a inimii și valva mitrală și aortică pe partea stângă a inimii. 